# Зварыкин, Фёдор Васильевич
Фёдор Васильевич Зварыкин (1765—1826) — русский генерал-майор (11 января 1814 г. со старшинством от 6 октября 1813 г.), участник Наполеоновских войн.

## Биография
Фёдор Зварыкин родился 10 апреля 1765 года; происходил из дворян Костромской губернии.
В январе 1770 года был определён своим отцом, отставным капитаном Василием Ивановичем, в Сухопутный кадетский корпус, по окончании курса в котором был выпущен 18 февраля 1785 г. поручиком в Санкт-Петербургский гренадерский полк, вошедший с открытием второй Турецкой войны в состав войск украинской армии фельдмаршала Румянцева. Проведя зиму в Подолии, русские войска весной 1788 г. двинулись к Хотину. Зварыкин принял участие в осаде и покорении этой крепости, сдавшейся 18 сентября, после чего с войсками князя Репнина сражался на реке Сальче против сераскира Гассана-паши и участвовал в бомбардировке Измаила. В ноябре 1790 г. во время приступа к Килии Зварыкин был тяжело ранен в голову; но едва только оправившись от раны, он снова вернулся в строй и принял участие в Мачинской битве.
Переведённый в 1792 г. в чине капитана в Таврический егерский корпус, Зварыкин в 1794 г. участвовал во многих делах с польскими конфедератами и за отличие в боях получил чин секунд-майора, после чего был переведён в Смоленский драгунский полк.
С уничтожением премьер-майорского и секунд-майорских чинов, Зварыкин был переименован в майоры и в мае 1797 г. переведён в Староингерманландский мушкетерский полк. 7 декабря 1799 г. он получил чин подполковника, а в начале царствования императора Александра I переведён был в 10-й егерский полк. 27 марта 1803 г. в чине подполковника назначен командиром Украинского мушкетерского полка, выступив с которым на театр турецкой войны, в апреле 1806 г. принял деятельное участие в осаде и занятии Хотина; 23 апреля за отличие произведён в полковники.
Затем, поступив в корпус генерал-лейтенанта Эссена, он был послан к Брест-Литовску на соединение с войсками, назначенными действовать против Наполеона. За отличие в деле 4 февраля 1807 г. против корпуса Совари Зварыкин пожалован был орденом св. Анны 2-й степени. В апреле месяце того же года он участвовал в атаке авангарда французского генерала Клапареда у Ольшевой Борки, когда неприятель лишился всего своего лагеря.
Вскоре по заключении Тильзитского мира Зварыкин возвратился со своим полком в Россию и через полгода, 27 января 1808 г., был назначен шефом Ширванского мушкетерского полка, с которым в 1809 г. находился в походе в Галицию против австрийцев.
Во время Отечественной войны 1812 г., при общем отступлении русских войск от западной границы вглубь России, Зварыкин участвовал в быстром переходе к Свенцянам, оттуда в лагерь под Дриссою, а затем к Смоленску, где 5 августа был ранен пулей в кисть левой руки с раздроблением кости, и хотя во все остальное время войны 1812 г. следовал за армией, но не мог принять личного участия в битвах. За Смоленское сражение ему был пожалован орден св. Владимира 4-й степени с бантом.
По изгнании французов из России во второй половине декабря 1812 г. Зварыкин с мушкетёрским полком был послан в Варшавское герцогство; там он оставался до апреля 1813 г., когда 24-й дивизии приказано было двинуться в Пруссию.
Приняв участие в блокаде Кюстрина, Зварыкин в июле, перед истечением Пойшвицкого перемирия, поступил в корпус барона Винцингероде, с которым был в битве под Лейпцигом 6 октября, а на другой день на приступе восточного или Гримского предместья Лейпцига. За отличие, выказанное в этих боях, Зварыкин был произведён в генерал-майоры (11 января 1814 г. со старшинством от 6 октября 1813 г.). От Лейпцига он в рядах корпуса Винцингероде двинулся через Артерн к берегам Везера и находился 27 ноября в отряде Вуича при занятии после однодневной бомбардировки крепости Ротенбурга.
В первых числах января 1814 г. Зварыкин присоединился к корпусу и, командуя бригадой из Ширванского и Уфимского полков, переправился через Рейн у Дюссельдорфа.
В феврале месяце он участвовал в сражении под Суассоном и находился в битве под Краоном. В этой знаменитой битве 24-я дивизия находилась на правом крыле первой линии и мужественно выдержала несколько упорнейших нападений неприятеля. При одном из них Зварыкин лично водил Ширванский полк в штыки. Между тем, французская конная дивизия генерала Лаферье заскакала в тыл Ширванскому полку, но была обращена в бегство. Отбив атаку конницы, ширванцы подверглись губительному действию направленной на них артиллерии. Ободряемые начальником первой и второй боевых линий, генерал-майором Лаптевым, ширванцы бросились на батарею; вскоре место сильно контуженного Лаптева занял Зварыкин, но едва он сделал несколько шагов, как был прострелен пулею навылет. Между тем вся линия получила приказание отступать. Ширванцы, оставшись одни, были охвачены неприятельской конницей. Расстреляв патроны, они три раза при барабанном бое на штыках пробивались сквозь конницу и присоединились к линии, принеся с собой не только своего шефа, но и всех раненых и тела убитых офицеров.
Награждённый за отличие под Краоном орденом св. Анны 1-й степени, Зварыкин вернулся в 1814 г. в Россию и 1 сентября был назначен командиром 2-й бригады 24-й пехотной дивизии, с которой в следующем году участвовал на смотрах нашей армии под Вертю. 26 ноября 1816 года он был удостоен ордена св. Георгия 4-й степени (№ 3030 по списку Григоровича — Степанова).
По вторичном возвращении в Россию он командовал около двух лет бригадой и 6 октября 1817 г. был назначен комендантом в Витебск, а оттуда 30 апреля 1821 г. — в Астрахань.
Фёдор Васильевич Зварыкин умер 13 сентября 1826 года в Кисловодской крепости.